# UK Antarctic Heritage Trust

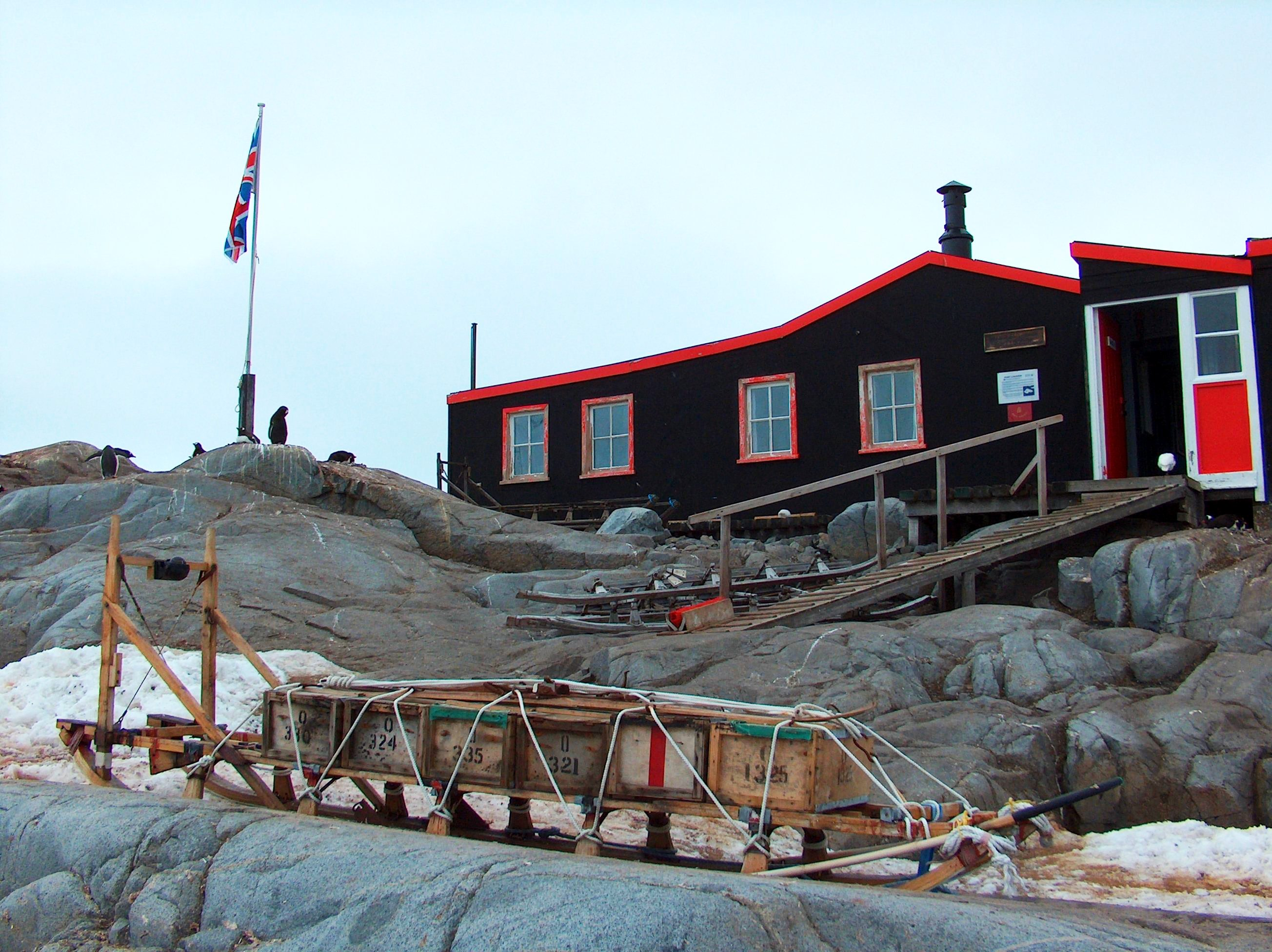
Port Lockroy ha sido restaurado y convertido en museo.

La UK Antarctic Heritage Trust es una fundación británica sin fines de lucro, registrada en 1993. El UKAHT es miembro del consorcio Antarctic Heritage Trust. La presidenta de honor es la Princesa Ana de Inglaterra. 
La fundación tiene los objetivos siguientes: 
- Ayudar a conservar las bases de las primeras expediciones antárticas británicas ubicadas en la Península Antártica y en la región de Georgia del Sur, con fines educativos y de disponibilidad para los visitantes. La UKAHT se encarga de mantener y gestionar las instalaciones de Puerto Lockroy que ha sido proclamado como Lugar y Monumento Histórico (núm. 61) en el marco del Tratado Antártico;

- Apoyo a la Antarctic Heritage Trust de Nueva Zelanda en la conservación de los refugios de la zona del mar de Ross construidos por los exploradores Robert Falcon Scott, Ernest Shackleton y Carstens Borchgrevink;

- Promover un programa educativo para estimular el interés del público en la ciencia, el medio ambiente y la investigación en la Antártida a través de la inspiración que pueden proporcionar los esfuerzos de los primeros exploradores británicos de la Antártida;

- Ayuda en la adquisición y preservación de objetos de todo tipo relacionados con las expediciones antárticas británicas.

## Proyectos
Puerto Lockroy (Sitio Histórico N º 61 en el marco del Tratado Antártico) funciona como un museo y oficina de correos (en nombre de la Foreign and Commonwealth Office) por la UK Antarctic Heritage Trust durante el verano austral. Los beneficios de la tienda de regalos ayudan a financiar la reparación y conservación de este lugar y de otros en la Península Antártica. 
En 2004, la Antarctic Heritage Trust de Nueva Zelanda inició un amplio proyecto de restauración en la región del mar de Ross de la Antártida, centrándose en las cabañas que construyeron los primeros exploradores de la región. A pesar de que la sucursal de Nueva Zelanda tiene la responsabilidad operativa para el proyecto, la fundación del Reino Unido ayuda en los esfuerzos que se realizan para la preservación de las cabañas de las expediciones de Sir Ernest Shackleton y Robert Falcon Scott (ambos exploradores británicos).